# Élections cantonales de 2008 en Corrèze
Les élections cantonales ont eu lieu les 9 et 16 mars 2008. Elles avaient pour but d’élire la moitié des conseillers généraux du département français de la Corrèze qui siègent au conseil général de la Corrèze pour un mandat de six années.

## Contexte départemental

### Assemblée départementale sortante
Avant les élections, le conseil général de la Corrèze est présidé par Jean-Pierre Dupont (UMP). Il comprend 37 conseillers généraux issus des 37 cantons de la Corrèze ; 18 d'entre eux sont renouvelables lors de ces élections.
| Parti                             | Sigle | Élus |
| --------------------------------- | ----- | ---- |
| Majorité (19 sièges)              |       |      |
| Union pour un mouvement populaire | UMP   | 18   |
| Divers droite                     | DVD   | 1    |
| Opposition (18 sièges)            |       |      |
| Parti socialiste                  | PS    | 15   |
| Parti communiste français         | PCF   | 2    |
| Divers gauche                     | DVG   | 1    |
| Président du conseil général      |       |      |
| Jean-Pierre Dupont (UMP)          |       |      |

## Résultats à l'échelle du département
| Étiquette      | Étiquette                         | Premier tour | Premier tour | Second tour | Second tour | Total |
| Étiquette      | Étiquette                         | Voix         | %            | Voix        | %           | Total |
| -------------- | --------------------------------- | ------------ | ------------ | ----------- | ----------- | ----- |
|                | Parti socialiste                  | 27 386       | 39,88        | 5 173       | 55,85       | 6     |
|                | Parti communiste français         | 7 574        | 11,03        |             |             | 2     |
|                | Divers gauche                     | 999          | 1,45         |             |             | 1     |
|                | Les Verts                         | 994          | 1,45         |             |             |       |
| Gauche         | Gauche                            | 36 953       | 53,8         | 5 173       | 55,85       | 9     |
|                |                                   |              |              |             |             |       |
|                | Union pour un mouvement populaire | 26 521       | 38,62        | 4 090       | 44,15       | 8     |
|                | Divers droite                     | 3 898        | 5,68         |             |             | 1     |
|                | Mouvement démocrate               | 994          | 1,45         |             |             |       |
|                | Front national                    | 306          | 0,45         |             |             |       |
| Droite         | Droite                            | 31 719       | 46,2         | 4 090       | 44,15       | 9     |
|                |                                   |              |              |             |             |       |
| Inscrits       | Inscrits                          | 91 885       | 100,00       | 13 377      | 100,00      |       |
| Abstentions    | Abstentions                       | 20 268       | 22,06        | 3 675       | 27,47       |       |
| Votants        | Votants                           | 71 617       | 77,94        | 9 702       | 72,53       |       |
| Blancs et nuls | Blancs et nuls                    | 2 945        | 4,11         | 439         | 4,52        |       |
| Exprimés       | Exprimés                          | 68 672       | 95,89        | 9 263       | 95,48       |       |

### Résultats en nombre de sièges
| Parti | Sièges mis en jeu | Élus | Évolution |
| ----- | ----------------- | ---- | --------- |
| PS    | 5                 | 6    | +1        |
| PCF   | 2                 | 2    | =         |
| DVG   | 1                 | 1    | =         |
| UMP   | 9                 | 8    | -1        |
| DVD   | 1                 | 1    | =         |

### Assemblée départementale à l'issue des élections
| Parti                             | Sigle | Élus |
| --------------------------------- | ----- | ---- |
| Majorité (19 sièges)              |       |      |
| Parti socialiste                  | PS    | 16   |
| Parti communiste français         | PCF   | 2    |
| Divers gauche                     | DVG   | 1    |
| Opposition (18 sièges)            |       |      |
| Union pour un mouvement populaire | UMP   | 17   |
| Divers droite                     | DVD   | 1    |
| Président du conseil général      |       |      |
| François Hollande (PS)            |       |      |

### Liste des élus
| Canton              | Conseiller sortant      | Parti | Parti   | Conseiller élu         | Parti | Parti |
| ------------------- | ----------------------- | ----- | ------- | ---------------------- | ----- | ----- |
| Beynat              | Jean Champy             |       | UMP     | Pascal Coste           |       | UMP   |
| Bort-les-Orgues     | Jean-Pierre Dupont      |       | UMP     | Jean-Pierre Dupont     |       | UMP   |
| Brive-Nord-Est      | Claude Nougein          |       | UMP     | Claude Nougein         |       | UMP   |
| Brive-Sud-Est       | Jean-Claude Chauvignat  |       | PS      | Jean-Claude Chauvignat |       | PS    |
| Brive-Sud-Ouest     | Alain Vacher            |       | PCF     | Alain Vacher           |       | PCF   |
| Égletons            | Michel Paillassou       |       | UMP     | Michel Paillassou      |       | UMP   |
| Lubersac            | Jean-Pierre Decaie      |       | UMP     | Jean-Pierre Decaie     |       | UMP   |
| Mercœur             | Lucien Delpeuch         |       | UMP     | Lucien Delpeuch        |       | UMP   |
| Meymac              | Georges Pérol           |       | DVD     | Jean-Pierre Audy       |       | UMP   |
| Meyssac             | Henri Salvant           |       | UMP     | Henri Salvant          |       | UMP   |
| Saint-Privat        | Serge Galliez           |       | DVD     | Serge Galliez          |       | UMP   |
| Seilhac             | Noël Martinie           |       | PS      | Noël Martinie          |       | PS    |
| Sornac              | Corinne Desassis-Buquet |       | UMP     | Pierre Coutaud         |       | DVG   |
| Tulle-Campagne-Nord | Jean-Claude Peyramard   |       | PS      | Jean-Claude Peyramard  |       | PS    |
| Tulle-Campagne-Sud  | Georges Mouly           |       | UDF-RAD | Roger Chassagnard      |       | PS    |
| Tulle-Urbain-Nord   | Pierre Diederichs       |       | PS      | Pierre Diederichs      |       | PS    |
| Tulle-Urbain-Sud    | Jean Combasteil         |       | PCF     | Dominique Grador       |       | PCF   |
| Vigeois             | Marcel Mouly            |       | UMP     | François Hollande      |       | PS    |

## Résultats par canton

### Canton de Beynat
| Candidats      | Candidats              | Étiquette      | Premier tour | Premier tour |
| Candidats      | Candidats              | Étiquette      | Voix         | %            |
| -------------- | ---------------------- | -------------- | ------------ | ------------ |
|                | Pascal Coste           | UMP            | 1 578        | 60,34        |
|                | Jean-Pierre Chouzenoux | PS             | 940          | 35,95        |
|                | Jean-Claude Simiot     | Verts          | 97           | 3,71         |
|                |                        |                |              |              |
| Inscrits       | Inscrits               | Inscrits       | 2 975        | 100,00       |
| Abstentions    | Abstentions            | Abstentions    | 319          | 10,72        |
| Votants        | Votants                | Votants        | 2 656        | 89,28        |
| Blancs et nuls | Blancs et nuls         | Blancs et nuls | 41           | 1,54         |
| Exprimés       | Exprimés               | Exprimés       | 2 615        | 98,46        |

### Canton de Bort-les-Orgues
| Candidats      | Candidats                    | Étiquette      | Premier tour | Premier tour |
| Candidats      | Candidats                    | Étiquette      | Voix         | %            |
| -------------- | ---------------------------- | -------------- | ------------ | ------------ |
|                | Jean-Pierre Dupont*          | UMP            | 1 728        | 55,21        |
|                | Nathalie Delcouderc Juillard | PS             | 1 268        | 40,51        |
|                | Alain Bourdoux               | PCF            | 134          | 4,28         |
|                |                              |                |              |              |
| Inscrits       | Inscrits                     | Inscrits       | 4 030        | 100,00       |
| Abstentions    | Abstentions                  | Abstentions    | 774          | 19,21        |
| Votants        | Votants                      | Votants        | 3 256        | 80,79        |
| Blancs et nuls | Blancs et nuls               | Blancs et nuls | 126          | 3,87         |
| Exprimés       | Exprimés                     | Exprimés       | 3 130        | 96,13        |

*sortant

### Canton de Brive-Nord-Est
| Candidats      | Candidats             | Étiquette      | Premier tour | Premier tour | Second tour | Second tour |
| Candidats      | Candidats             | Étiquette      | Voix         | %            | Voix        | %           |
| -------------- | --------------------- | -------------- | ------------ | ------------ | ----------- | ----------- |
|                | Claude Nougein*       | UMP            | 2 168        | 45,75        | 2 622       | 52,65       |
|                | Patricia Bordas       | PS             | 1 784        | 37,65        | 2 358       | 47,35       |
|                | Jean-Claude Deschamps | MoDem          | 496          | 10,47        |             |             |
|                | Sylviane Vérité       | Verts          | 291          | 6,14         |             |             |
|                |                       |                |              |              |             |             |
| Inscrits       | Inscrits              | Inscrits       | 7 557        | 100,00       | 7 556       | 100,00      |
| Abstentions    | Abstentions           | Abstentions    | 2 637        | 34,89        | 2 367       | 31,33       |
| Votants        | Votants               | Votants        | 4 920        | 65,11        | 5 189       | 68,67       |
| Blancs et nuls | Blancs et nuls        | Blancs et nuls | 181          | 3,68         | 209         | 4,03        |
| Exprimés       | Exprimés              | Exprimés       | 4 739        | 96,32        | 4 980       | 95,97       |

*sortant

### Canton de Brive-Sud-Est
| Candidats      | Candidats               | Étiquette      | Premier tour | Premier tour |
| Candidats      | Candidats               | Étiquette      | Voix         | %            |
| -------------- | ----------------------- | -------------- | ------------ | ------------ |
|                | Jean-Claude Chauvignat* | PS             | 3 404        | 57,39        |
|                | Michel Maizaud          | UMP            | 2 218        | 37,40        |
|                | Daniel Obry             | DVD            | 309          | 5,21         |
|                |                         |                |              |              |
| Inscrits       | Inscrits                | Inscrits       | 9 505        | 100,00       |
| Abstentions    | Abstentions             | Abstentions    | 3 316        | 34,89        |
| Votants        | Votants                 | Votants        | 6 189        | 65,11        |
| Blancs et nuls | Blancs et nuls          | Blancs et nuls | 258          | 4,17         |
| Exprimés       | Exprimés                | Exprimés       | 5 931        | 95,83        |

*sortant

### Canton de Brive-Sud-Ouest
| Candidats      | Candidats           | Étiquette      | Premier tour | Premier tour |
| Candidats      | Candidats           | Étiquette      | Voix         | %            |
| -------------- | ------------------- | -------------- | ------------ | ------------ |
|                | Alain Vacher*       | PCF            | 2 694        | 50,09        |
|                | Jean-Pierre Tronche | UMP            | 1 880        | 34,96        |
|                | Philippe Lescure    | MoDem          | 498          | 9,26         |
|                | Françoise Moreau    | FN             | 306          | 5,69         |
|                |                     |                |              |              |
| Inscrits       | Inscrits            | Inscrits       | 8 108        | 100,00       |
| Abstentions    | Abstentions         | Abstentions    | 2 524        | 31,13        |
| Votants        | Votants             | Votants        | 5 584        | 68,87        |
| Blancs et nuls | Blancs et nuls      | Blancs et nuls | 206          | 3,69         |
| Exprimés       | Exprimés            | Exprimés       | 5 378        | 96,31        |

*sortant

### Canton d'Egletons
| Candidats      | Candidats                | Étiquette      | Premier tour | Premier tour |
| Candidats      | Candidats                | Étiquette      | Voix         | %            |
| -------------- | ------------------------ | -------------- | ------------ | ------------ |
|                | Michel Paillassou*       | UMP            | 2 167        | 53,76        |
|                | Marie-Laure Suau         | PS             | 1 360        | 33,74        |
|                | Michel Julien            | PCF            | 343          | 8,51         |
|                | Murriel Padovani Lorioux | Verts          | 161          | 3,99         |
|                |                          |                |              |              |
| Inscrits       | Inscrits                 | Inscrits       | 5 012        | 100,00       |
| Abstentions    | Abstentions              | Abstentions    | 817          | 16,30        |
| Votants        | Votants                  | Votants        | 4 195        | 83,70        |
| Blancs et nuls | Blancs et nuls           | Blancs et nuls | 164          | 3,91         |
| Exprimés       | Exprimés                 | Exprimés       | 4 031        | 96,09        |

*sortant

### Canton de Lubersac
| Candidats      | Candidats           | Étiquette      | Premier tour | Premier tour |
| Candidats      | Candidats           | Étiquette      | Voix         | %            |
| -------------- | ------------------- | -------------- | ------------ | ------------ |
|                | Jean-Pierre Decaie* | DVD            | 2 923        | 62,44        |
|                | Claudine Charieyras | PS             | 1 485        | 31,72        |
|                | Didier Lorioux      | Verts          | 273          | 5,83         |
|                |                     |                |              |              |
| Inscrits       | Inscrits            | Inscrits       | 6 020        | 100,00       |
| Abstentions    | Abstentions         | Abstentions    | 1 117        | 18,55        |
| Votants        | Votants             | Votants        | 4 903        | 81,45        |
| Blancs et nuls | Blancs et nuls      | Blancs et nuls | 222          | 4,53         |
| Exprimés       | Exprimés            | Exprimés       | 4 681        | 95,47        |

*sortant

### Canton de Mercœur
| Candidats      | Candidats        | Étiquette      | Premier tour | Premier tour |
| Candidats      | Candidats        | Étiquette      | Voix         | %            |
| -------------- | ---------------- | -------------- | ------------ | ------------ |
|                | Lucien Delpeuch* | UMP            | 1 114        | 57,72        |
|                | Marie-Laure Suau | PS             | 816          | 42,28        |
|                |                  |                |              |              |
| Inscrits       | Inscrits         | Inscrits       | 2 323        | 100,00       |
| Abstentions    | Abstentions      | Abstentions    | 302          | 13,00        |
| Votants        | Votants          | Votants        | 2 021        | 87,00        |
| Blancs et nuls | Blancs et nuls   | Blancs et nuls | 91           | 4,50         |
| Exprimés       | Exprimés         | Exprimés       | 1 930        | 95,50        |

*sortant

### Canton de Meymac
| Candidats      | Candidats        | Étiquette      | Premier tour | Premier tour |
| Candidats      | Candidats        | Étiquette      | Voix         | %            |
| -------------- | ---------------- | -------------- | ------------ | ------------ |
|                | Jean-Pierre Audy | UMP            | 1 663        | 54,60        |
|                | Lionel Rousset   | PS             | 745          | 24,46        |
|                | Jean-Louis Faure | PCF            | 466          | 15,30        |
|                | Michel Le Roux   | Verts          | 172          | 5,65         |
|                |                  |                |              |              |
| Inscrits       | Inscrits         | Inscrits       | 3 913        | 100,00       |
| Abstentions    | Abstentions      | Abstentions    | 736          | 18,81        |
| Votants        | Votants          | Votants        | 3 177        | 81,19        |
| Blancs et nuls | Blancs et nuls   | Blancs et nuls | 131          | 4,12         |
| Exprimés       | Exprimés         | Exprimés       | 3 046        | 95,88        |

### Canton de Meyssac
| Candidats      | Candidats      | Étiquette      | Premier tour | Premier tour |
| Candidats      | Candidats      | Étiquette      | Voix         | %            |
| -------------- | -------------- | -------------- | ------------ | ------------ |
|                | Henri Salvant* | UMP            | 1 922        | 53,05        |
|                | Henri Bassaler | PS             | 1 701        | 46,95        |
|                |                |                |              |              |
| Inscrits       | Inscrits       | Inscrits       | 4 448        | 100,00       |
| Abstentions    | Abstentions    | Abstentions    | 640          | 14,39        |
| Votants        | Votants        | Votants        | 3 808        | 85,61        |
| Blancs et nuls | Blancs et nuls | Blancs et nuls | 185          | 4,86         |
| Exprimés       | Exprimés       | Exprimés       | 3 623        | 95,14        |

*sortant

### Canton de Saint-Privat
| Candidats      | Candidats           | Étiquette      | Premier tour | Premier tour |
| Candidats      | Candidats           | Étiquette      | Voix         | %            |
| -------------- | ------------------- | -------------- | ------------ | ------------ |
|                | Serge Galliez*      | UMP            | 1 465        | 54,16        |
|                | Jean-Basile Sallard | PS             | 1 240        | 45,84        |
|                |                     |                |              |              |
| Inscrits       | Inscrits            | Inscrits       | 3 194        | 100,00       |
| Abstentions    | Abstentions         | Abstentions    | 316          | 9,89         |
| Votants        | Votants             | Votants        | 2 878        | 90,11        |
| Blancs et nuls | Blancs et nuls      | Blancs et nuls | 173          | 6,01         |
| Exprimés       | Exprimés            | Exprimés       | 2 705        | 93,99        |

*sortant

### Canton de Seilhac
| Candidats      | Candidats      | Étiquette      | Premier tour | Premier tour | Second tour | Second tour |
| Candidats      | Candidats      | Étiquette      | Voix         | %            | Voix        | %           |
| -------------- | -------------- | -------------- | ------------ | ------------ | ----------- | ----------- |
|                | Noël Martinie* | PS             | 2 128        | 45,85        | 2 815       | 65,72       |
|                | André Noilhac  | UMP            | 1 385        | 29,84        | 1 468       | 34,28       |
|                | Jean Mouzat    | PCF            | 1 128        | 24,31        | Retrait     | Retrait     |
|                |                |                |              |              |             |             |
| Inscrits       | Inscrits       | Inscrits       | 5 821        | 100,00       | 5 821       | 100,00      |
| Abstentions    | Abstentions    | Abstentions    | 965          | 16,58        | 1 308       | 22,47       |
| Votants        | Votants        | Votants        | 4 856        | 83,42        | 4 513       | 77,53       |
| Blancs et nuls | Blancs et nuls | Blancs et nuls | 215          | 4,43         | 230         | 5,10        |
| Exprimés       | Exprimés       | Exprimés       | 4 641        | 95,57        | 4 283       | 94,90       |

*sortant

### Canton de Sornac
| Candidats      | Candidats       | Étiquette      | Premier tour | Premier tour |
| Candidats      | Candidats       | Étiquette      | Voix         | %            |
| -------------- | --------------- | -------------- | ------------ | ------------ |
|                | Pierre Coutaud* | DVG            | 999          | 60,00        |
|                | Bernard Vidal   | DVD            | 666          | 40,00        |
|                |                 |                |              |              |
| Inscrits       | Inscrits        | Inscrits       | 1 968        | 100,00       |
| Abstentions    | Abstentions     | Abstentions    | 259          | 13,16        |
| Votants        | Votants         | Votants        | 1 709        | 86,84        |
| Blancs et nuls | Blancs et nuls  | Blancs et nuls | 44           | 2,57         |
| Exprimés       | Exprimés        | Exprimés       | 1 665        | 97,43        |

*sortant

### Canton de Tulle-Campagne-Nord
| Candidats      | Candidats              | Étiquette      | Premier tour | Premier tour |
| Candidats      | Candidats              | Étiquette      | Voix         | %            |
| -------------- | ---------------------- | -------------- | ------------ | ------------ |
|                | Jean-Claude Peyramard* | PS             | 3 010        | 58,88        |
|                | Alain Perrier          | UMP            | 1 349        | 26,39        |
|                | Jean-Claude Bassaler   | PCF            | 753          | 14,73        |
|                |                        |                |              |              |
| Inscrits       | Inscrits               | Inscrits       | 6 513        | 100,00       |
| Abstentions    | Abstentions            | Abstentions    | 1 181        | 18,13        |
| Votants        | Votants                | Votants        | 5 332        | 81,87        |
| Blancs et nuls | Blancs et nuls         | Blancs et nuls | 220          | 4,13         |
| Exprimés       | Exprimés               | Exprimés       | 5 112        | 95,87        |

*sortant

### Canton de Tulle-Campagne-Sud
| Candidats      | Candidats          | Étiquette      | Premier tour | Premier tour |
| Candidats      | Candidats          | Étiquette      | Voix         | %            |
| -------------- | ------------------ | -------------- | ------------ | ------------ |
|                | Roger Chassagnard* | PS             | 3 453        | 57,94        |
|                | Xavier Durand      | UMP            | 2 507        | 42,06        |
|                |                    |                |              |              |
| Inscrits       | Inscrits           | Inscrits       | 7 341        | 100,00       |
| Abstentions    | Abstentions        | Abstentions    | 1 100        | 14,98        |
| Votants        | Votants            | Votants        | 6 241        | 85,02        |
| Blancs et nuls | Blancs et nuls     | Blancs et nuls | 281          | 4,50         |
| Exprimés       | Exprimés           | Exprimés       | 5 960        | 95,50        |

*sortant

### Canton de Tulle-Urbain-Nord
| Candidats      | Candidats          | Étiquette      | Premier tour | Premier tour |
| Candidats      | Candidats          | Étiquette      | Voix         | %            |
| -------------- | ------------------ | -------------- | ------------ | ------------ |
|                | Pierre Diederichs* | PS             | 2 605        | 67,84        |
|                | Michel Caillard    | UMP            | 1 235        | 32,16        |
|                |                    |                |              |              |
| Inscrits       | Inscrits           | Inscrits       | 5 680        | 100,00       |
| Abstentions    | Abstentions        | Abstentions    | 1 681        | 29,60        |
| Votants        | Votants            | Votants        | 3 999        | 70,40        |
| Blancs et nuls | Blancs et nuls     | Blancs et nuls | 159          | 3,98         |
| Exprimés       | Exprimés           | Exprimés       | 3 840        | 96,02        |

*sortant

### Canton de Tulle-Urbain-Sud
| Candidats      | Candidats           | Étiquette      | Premier tour | Premier tour |
| Candidats      | Candidats           | Étiquette      | Voix         | %            |
| -------------- | ------------------- | -------------- | ------------ | ------------ |
|                | Dominique Grador    | PCF            | 2 056        | 68,40        |
|                | Christial Pradayrol | UMP            | 950          | 31,60        |
|                |                     |                |              |              |
| Inscrits       | Inscrits            | Inscrits       | 4 380        | 100,00       |
| Abstentions    | Abstentions         | Abstentions    | 1 240        | 28,31        |
| Votants        | Votants             | Votants        | 3 140        | 71,69        |
| Blancs et nuls | Blancs et nuls      | Blancs et nuls | 134          | 4,27         |
| Exprimés       | Exprimés            | Exprimés       | 3 006        | 95,73        |

### Canton de Vigeois
| Candidats      | Candidats         | Étiquette      | Premier tour | Premier tour |
| Candidats      | Candidats         | Étiquette      | Voix         | %            |
| -------------- | ----------------- | -------------- | ------------ | ------------ |
|                | François Hollande | PS             | 1 447        | 54,83        |
|                | Albert Chassaing  | UMP            | 1 192        | 45,17        |
|                |                   |                |              |              |
| Inscrits       | Inscrits          | Inscrits       | 3 097        | 100,00       |
| Abstentions    | Abstentions       | Abstentions    | 344          | 11,11        |
| Votants        | Votants           | Votants        | 2 753        | 88,89        |
| Blancs et nuls | Blancs et nuls    | Blancs et nuls | 114          | 4,14         |
| Exprimés       | Exprimés          | Exprimés       | 2 639        | 95,86        |